# Hydrachna mystomirabilis
Hydrachna mystomirabilis är en kvalsterart som beskrevs av Habeed 1954. Hydrachna mystomirabilis ingår i släktet Hydrachna och familjen Hydrachnidae. Inga underarter finns listade i Catalogue of Life.